# Christopher Browning
Christopher Robert Browning (22 mei 1944) is een Amerikaanse historicus. Hij behaalde zijn master aan de universiteit van Wisconsin -Madison in 1968 en zijn doctoraat in 1975. Hij is gespecialiseerd in de geschiedenis van de Holocaust.  Hij schreef onder meer het invloedrijke Ordinary men. Reserve police battalion 101 and the Final Solution in Poland (Doodgewone mannen: een vergeten hoofdstuk uit de jodenvervolging) over een reserve politiebataljon van de Ordnungspolizei dat werd ingezet bij de executies en deportaties van Joden in het district Lublin in Polen.
Hij was een getuige-deskundige bij verschillende onderzoeken van verdachte nazi-misdadigers in Australië, Canada en het Verenigd Koninkrijk, evenals in de "Holocaust-ontkenning" proeven van Ernst Zündel in Toronto (1988) en Irving versus Lipstadt in Londen (2000). 
Aan de hand van onder meer de psychologische experimenten van Stanley Milgram, probeert Browning te verklaren hoe deze gewone mannen van middelbare leeftijd massamoordenaars werden. Ordinary men is veel geprezen, maar kreeg felle kritiek van Daniel Goldhagen.
In 2004 publiceerde Browning The origins of the Final Solution over de ontwikkeling van de anti-Joodse politiek van nazi-Duitsland in de periode 1939-1942.
Browning is hoogleraar op University of North Carolina at Chapel Hill sinds 1999. Daarvoor doceerde hij vijfentwintig jaar aan Pacific Lutheran University in Tacoma, Washington. In 2006 werd hij ingewijd in de Amerikaanse Academie van Kunsten en Wetenschappen.

## Werk
Hij is het meest bekend voor zijn boek van 1992: 'Ordinary Men: Reserve Police Battalion 101 and the Final Solution in Poland'. 
Het boek is een studie van de Duitse Ordnungspolizei (politie die de orde moest handhaven)Reserve Unit 101, die Joden afslachtten en verzamelden om ze daarna te deporteren naar de nazi-vernietigingskampen in door Duitsland bezet Polen in 1942. Het besluit van het boek, dat fel beïnvloed was door experimenten van Stanley Milgram, was dat de mannen van Unit 101 geen demonen of nazi fanatiekelingen waren, maar gewone mannen van middelbare leeftijd met arbeidersgezin achtergrond van Hamburg. Deze waren opgeroepen voor militaire dienst maar werden medisch afgekeurd. In sommige gevallen, werden deze mannen bevolen om Joden te verzamelen en indien er niet genoeg plaats was op de treinen van ze dood te schieten. In andere, meer ijzingwekkende gevallen, werden ze bevolen om een bepaald aantal Joden te vermoorden in een bepaald dorp of gebied. De gezaghebber van de unit gaf zijn mannen de keuze om af te zien van deze plicht als ze het te onaangenaam vonden. De meerderheid koos om niet in te gaan op dit aanbod. Het resultaat was dat minder dan 15 mannen uit een bataljon van 500 koos op af te zien van deze gruwelijke plicht. Browning argumenteerde dat de mannen van Unit 101 doodden uit elementaire gehoorzaamheid aan gezag en groepsdruk, niet uit bloed-lust of oer-haat. Hoewel de details van dit boek gaan over moorden, uitgevoerd door normale mannen, gaat de algemene implicatie van het boek over het feit dat wanneer men wordt geplaatst in een samenhangende groep, de meeste mensen zullen gehoorzamen aan de gegeven orders, zelfs wanneer ze deze acties moreel onaanvaardbaar ervaren. Daarbij komend toont het boek aan dat normale mensen meer dan waarschijnlijk orders zullen opvolgen, zelfs die dat ze persoonlijk in vraag stellen, wanneer ze waarnemen dat deze orders komen van een autoriteit. Deze hypothese werd ook bestudeerd in het Milgram Experiment.
'Ordinary Men' kreeg veel bijstand maar werd verworpen door Daniel Goldhagen omdat Goldhagen stelde dat er in het boek geen rekening werd gehouden met het belang van de Duitse cultuur voor het veroorzaken van de Holocaust. In een extreme vijandige review in de editie van juni 1992 van 'The New Republic', noemde Goldhagen 'Ordinary Men' een boek zonder schoolse waarde en beschuldigde Browning ervan zijn bewijs te hebben uitgevonden. Goldhagen's controversiële boek van 1996 'Hitler's Willing Executioners' was grotendeels geschreven in reactie op Browning's boek, maar werd heviger bekritiseerd dan 'Ordinary Men'.
Wanneer David Irving, Deborah Lipstadt voor het gerecht sleepte wegens smaad in 2000, was Browning een van de belangrijkste getuigen voor de verdediging. Een andere Historicus, Robert Jan Van Pelt, schreef een verslag over de installaties voor vergassing in Auschwitz, en Browning schreef een verslag over het bewijs van de uitroeiing van de Joden op een grotere schaal. Tijdens zijn getuigenis en een kruisverhoor door Irving, ging Browning in tegen Irving's uitspraak dat het laatste hoofdstuk over de Holocaust nog moest geschreven worden (hiermee bedoelde hij dat er reden was om te twijfelen aan de realiteit van de Holocaust). Browning antwoordde hierop: "We ontdekken nog steeds dingen over het Romeinse Rijk. Er bestaat niet zoiets als 'een laatste hoofdstuk' in de geschiedenis.
Browning ging in tegen Irving's argument dat het ontbreken van een geschreven order door de Führer de Holocaust weerlegde. Browning reageerde hierop dat zo'n order nooit had moeten worden neergeschreven, wetende dat Hitler bijna zeker zijn wensen had laten uitschijnen aan zijn leidende ondergeschikten betreffende de Joden in Europa gedurende de oorlog. Een geschreven order was dus irrelevant. Browning ging verder met te getuigen dat verschillende leidende experts over nazi-Duitsland geloofden dat er geen geschreven order bestond voor de "Endlösung", maar geen enkele historicus twijfelt aan de realiteit van de Holocaust. Browning vermeldde dat Hitlers geheime speech aan zijn Gauleiters (leiders van een regionale tak van het NSDAP) op 12 december 1941, hoogstwaarschijnlijk aanstuurde op genocide in de vorm van de "Endlösung".
Browning verwierp Irving's bewering dat er geen betrouwbare statistische informatie was over de grootte van de Joodse populatie in Europa van voor de oorlog, of van de moord processen. Browning beweerde dat de enige reden waarom historici debatteren of er vijf of zes miljoen Joden gestorven waren in de Holocaust, was omdat er een gebrek was tot toegang tot archieven in de vroeger Sovjet-Unie. Daarbij komend, argumenteerde Browning dat het wel degelijk mogelijk was om een uniform te hebben vol bloed, na het doodschieten van mensen op korte afstand, terwijl Irving beweerde dat dit niet kon. De Amerikaans journalist D.D. Guttenplan, die het proces opvolgde, besloot dat Browning de meeste effectieve getuigen was voor Lipstadt (Auteur van de boeken 'Denying the Holocaust' en 'The Eichmann Trial'.

## Interpretatie van de Holocaust
Browning is een functionalist in het Holocaust debat. Hij richt zich op de structuur en de instelling van het Derde Rijk, het verplaatsen van de focus van Hitler. Functionalisme ziet de uitroeiing van de Joden als de improvisatie en radicalisering van een polycratisch regime. Functionalisten rechtvaardigen Adolf Hitler niet, maar ze erkennen dat vele andere factoren betrokken waren bij de Endlösung.
Browning heeft aangevoerd dat de ‘’Endlösung’’ het resultaat was van de ‘’cumulatieve radicalisering’’ van de Duitse staat, in het bijzonder wanneer zij worden geconfronteerd met het zelf opgelegde ‘’probleem ‘’ van 3 miljoen (voornamelijk Poolse) Joden, die de nazi's in getto's hadden gedwongen tussen 1939 en 1941. De bedoeling was om deze, en andere Joden, die woonachtig zijn in het Derde Rijk te verdrijven naar het oosten eens ze een bestemming geselecteerd hebben.  In 1940, volgens het Madagascar Plan, werd het volgende als optie beschouwd: nadat Duitsland Groot-Brittannië zou verslagen hebben, moest Frankrijk Madagaskar afstaan aan Duitsland en vervolgens zouden alle Joden van Europa dan uitgezet worden naar dat eiland. Daar Duitsland uiteindelijk niet in staat was om Groot-Brittannië te verslaan , verhinderde dit de uitvoering van het Madagaskar Plan. Browning heeft kunnen vaststellen dat de uitdrukking Endlösung der Judenfrage, voor het eerst gebruikt werd in 1939 en tot 1941 betekende dit een "territoriale oplossing".

## Publicaties
In het Nederlands;
- Doodgewone mannen: een vergeten hoofdstuk uit de jodenvervolging, De Arbeiderspers, 1993, ISBN 9029507705, 9789029507707.

Originele uitgaven:
- The Final Solution and the German Foreign Office: a study of Referat D III of Abteilung Deutschland, 1940–43, New York: Holmes & Meier, 1978.
- Fateful Months: Essays on the Emergence of the Final Solution, New York: Holmes & Meier, 1985.
- Ordinary Men: Reserve Police Battalion 101 and the Final Solution in Poland, New York: HarperCollins, 1992.
- The Path to Genocide: Essays on launching the Final Solution, Cambridge: Cambridge University Press, 1998, 1992.
- Nazi policy, Jewish workers, German killers, Cambridge; New York: Cambridge University Press, 2000.
- Collected memories: Holocaust History and Postwar Testimony, Madison, Wis.; London: University of Wisconsin Press, 2003.
- The Origins of the Final Solution: The Evolution of Nazi Jewish Policy, September 1939 – March 1942, Lincoln: University of Nebraska Press, 2004.
- Every day lasts a year: A Jewish Family's Correspondence from Poland, Cambridge: Cambridge University Press, 2008.

Ordinary Men en The Origins of the Final Solution hebben een "National Jewish Book Award" in de Holocaust categorie gewonnen.